# Trichechus manatus

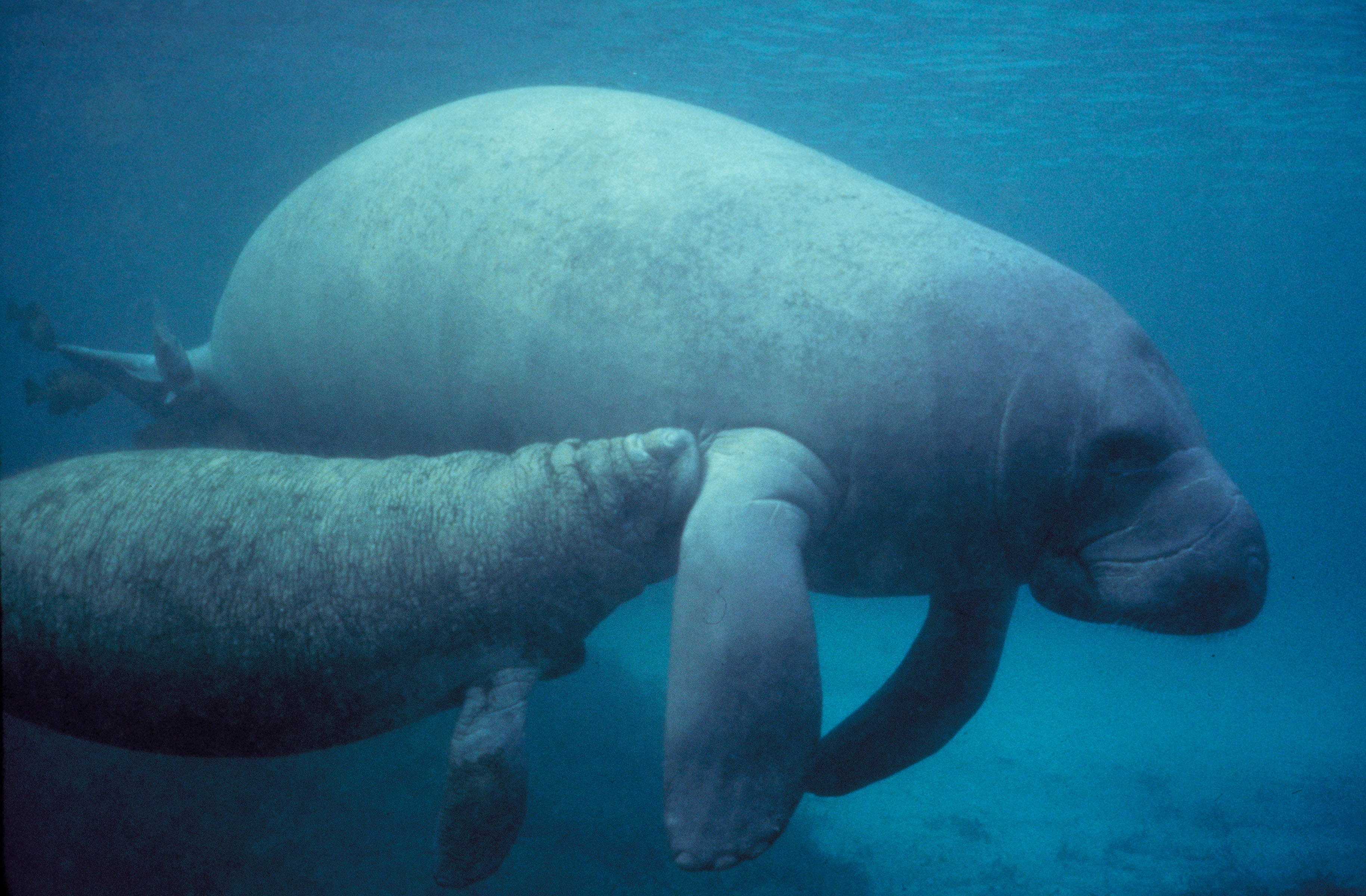
Manatí de Caribe con su cría.

El manatí antillano o manatí del Caribe (Trichechus manatus) es una especie de sirenio de la familia Trichechidae que habita desde el golfo de México hasta la desembocadura del río Amazonas. Existen dos subespecies reconocidas.

## Descripción

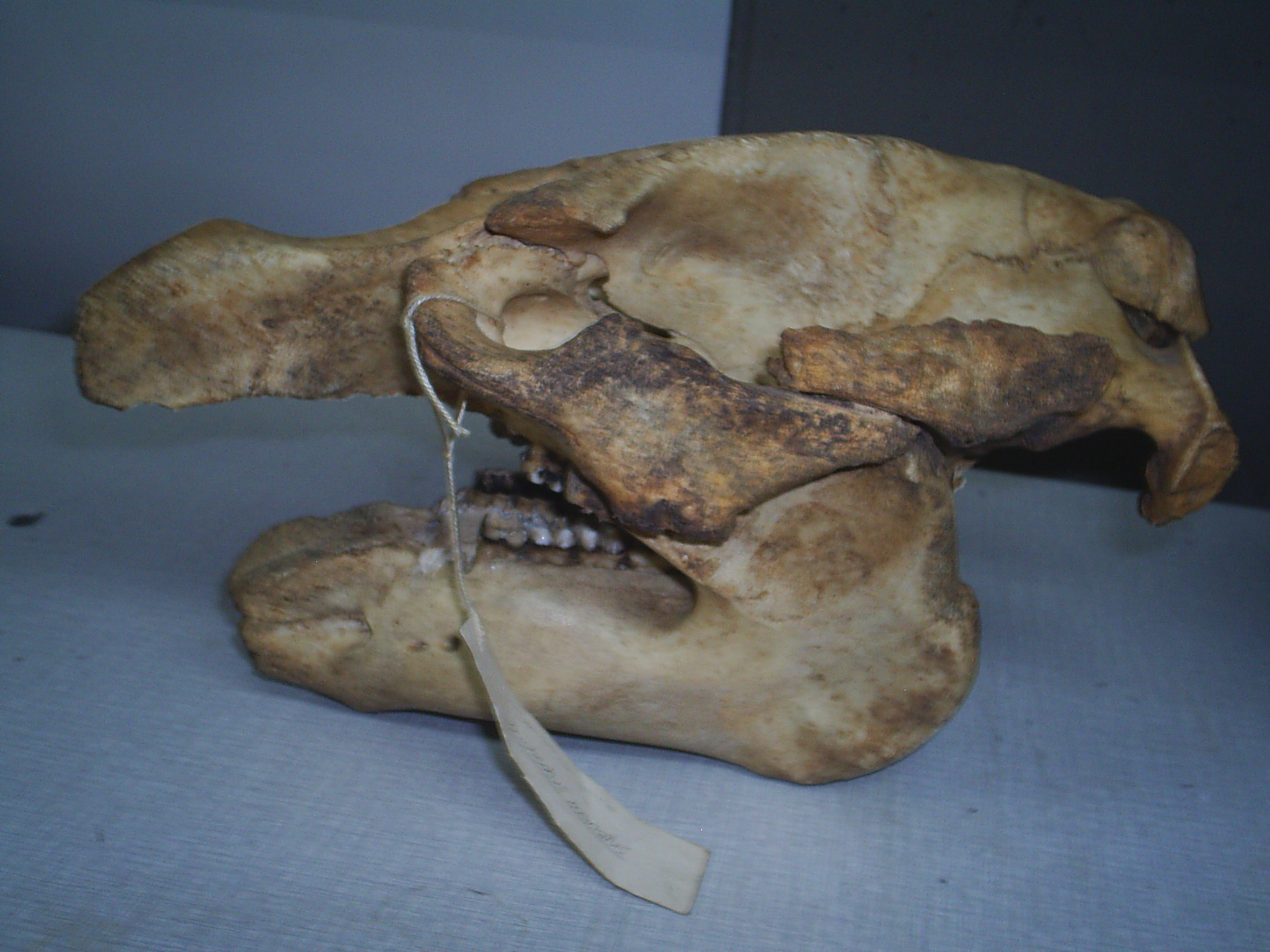
Cráneo de un manatí del Caribe

Es un animal corpulento que tiene un aspecto pisciforme con una aleta terminal redondeada en forma de espátula. Su piel esta finamente arrugada, con cinco centímetros de espesor, cubierto generalmente por algas y pequeños moluscos. La cabeza se ensancha y se une sin cuello ni hombros. No tiene ningún miembro posterior, los manatíes poseen miembros delanteros flexibles y a manera de remo, o aletas, las cuales son usadas para ayudar al desplazamiento sobre el fondo, rasguñar, tocar e incluso para abrazar a otros manatíes, para mover el alimento hacia adentro y facilitar la limpieza de la boca.
Como otros manatíes, es una especie completamente adaptada a la vida acuática, no teniendo ninguna extremidad en la parte posterior de su cuerpo. La distribución del pelaje en su cuerpo es escasa, la cual evita la acumulación de algas en la piel. Tiene aproximadente entre 2,50 y 4 metros de longitud, y pesa entre 350 y 600 kilogramos, las hembras siendo generalmente más grandes que los machos. Los manatíes más grandes pueden pesar hasta 1500 kilogramos y miden hasta 4,6 metros. El color de la piel puede variar de gris a marrón. Sus aletas tienen 3 o 4 uñas, que sirven para mantener el alimento cuando está forrajeando.

## Distribución y hábitat

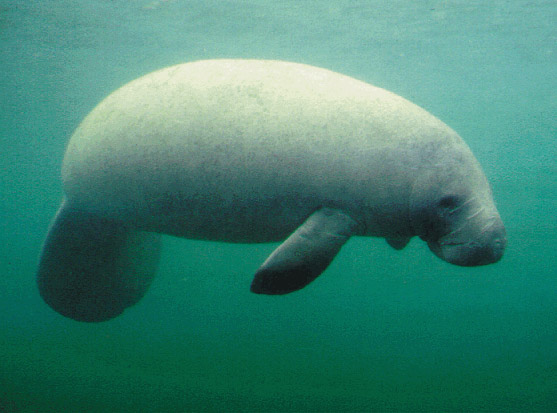
Un manatí, en aguas de Florida

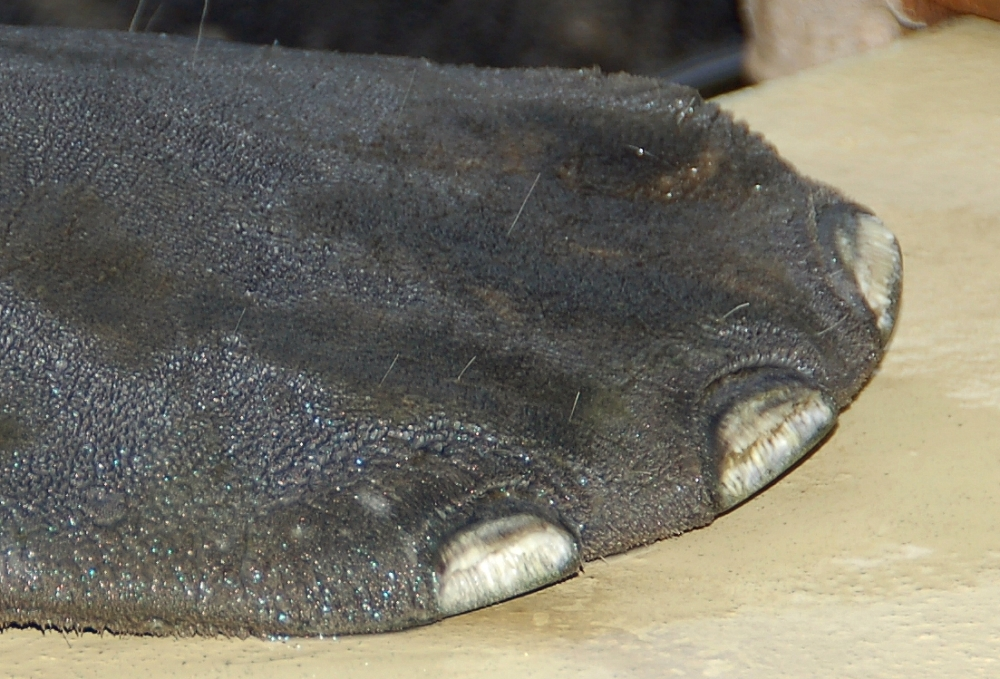
Sus aletas tienen tres o cuatro uñas

Habita en la región de las Antillas o mar Caribe, generalmente en las zonas costeras con aguas poco profundos. Toleran grandes cambios en la salinidad del agua, por lo que se les puede encontrar de la misma manera en los ríos y los estuarios de zonas bajas. Se limita a las zonas tropicales y subtropicales porque tiene una tasa metabólica muy baja y carece de una gruesa capa de grasa aislante. Durante el verano, estos mamíferos grandes incluso se han encontrado en el norte del cabo Cod, Massachusetts.
El manatí del Caribe es escasamente distribuido en toda la región del Caribe, golfo de México y el océano Atlántico, desde el estado de Tamaulipas en México y las Antillas Mayores hasta el norte de Brasil. Es nativo de Bahamas, Belice, Brasil, Islas Caimán, Colombia, Costa Rica, Cuba, República Dominicana, Guayana Francesa, Guatemala, Guyana, Honduras, Jamaica, México, Antillas Neerlandesas (Bonaire, Curaçao, Sotavento, Países Bajos - extinta a nivel regional), Nicaragua, Panamá, Puerto Rico, Surinam, Trinidad y Tobago, Estados Unidos, Venezuela, Islas Vírgenes Británicas, Islas Vírgenes. Se estima que es extinto a nivel regional en Anguila, Antigua y Barbuda, Aruba, Barbados, Dominica, Granada, Guadalupe, Martinica, Montserrat, San Bartolomé, San Cristóbal y Nieves, Santa Lucía, San Martín (parte francesa), San Vicente y las Granadinas, y que puede ser extinto en las Islas Turcas y Caicos.
La subespecie Trichechus manatus latirostris, o manatí de Florida, habita en el límite más septentrional del área de distribución de los sirenios y vive en ríos y estuarios, y en las aguas costeras del golfo de México y del océano Atlántico.

## Comportamiento
El manatí del Caribe es sorprendentemente ágil en el agua,[cita requerida] y se lo ha observado haciendo giros, piruetas, saltos, volteretas, e incluso nadando con el dorso hacia abajo. Los manatíes no son territoriales y no tienen un comportamiento complejo para evitar los depredadores, pues se desarrollaron en áreas sin depredadores naturales.
El manatí del Caribe es sensible al frío, y las bajas de temperatura resultan en una alta tasa de mortalidad por choque térmico. Durante la temporada fría muchos mueren porque su tracto digestivo se cierra cuando la temperatura del agua desciende por debajo de 20 grados Celsius.

### Alimentación

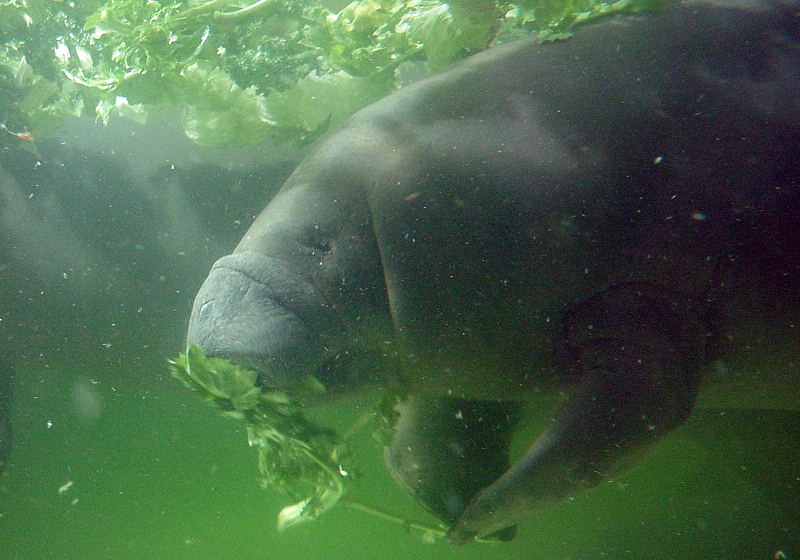
Un manatí alimentándose

Tiene un estilo oportunista de alimentarse; los adultos consumen diariamente una cantidad de plantas acuáticas equivalente al 10% hasta 15% de su peso corporal. Se alimentan de 60 especies de plantas, incluyendo las de los pastos marinos, que representan su principal alimento. Ocasionalmente consume también peces y pequeños invertebrados. Dado que los manatíes se alimentan de plantas abrasivas, sus molares se desgastan rápidamente y son constantemente reemplazados durante su vida.

### Reproducción

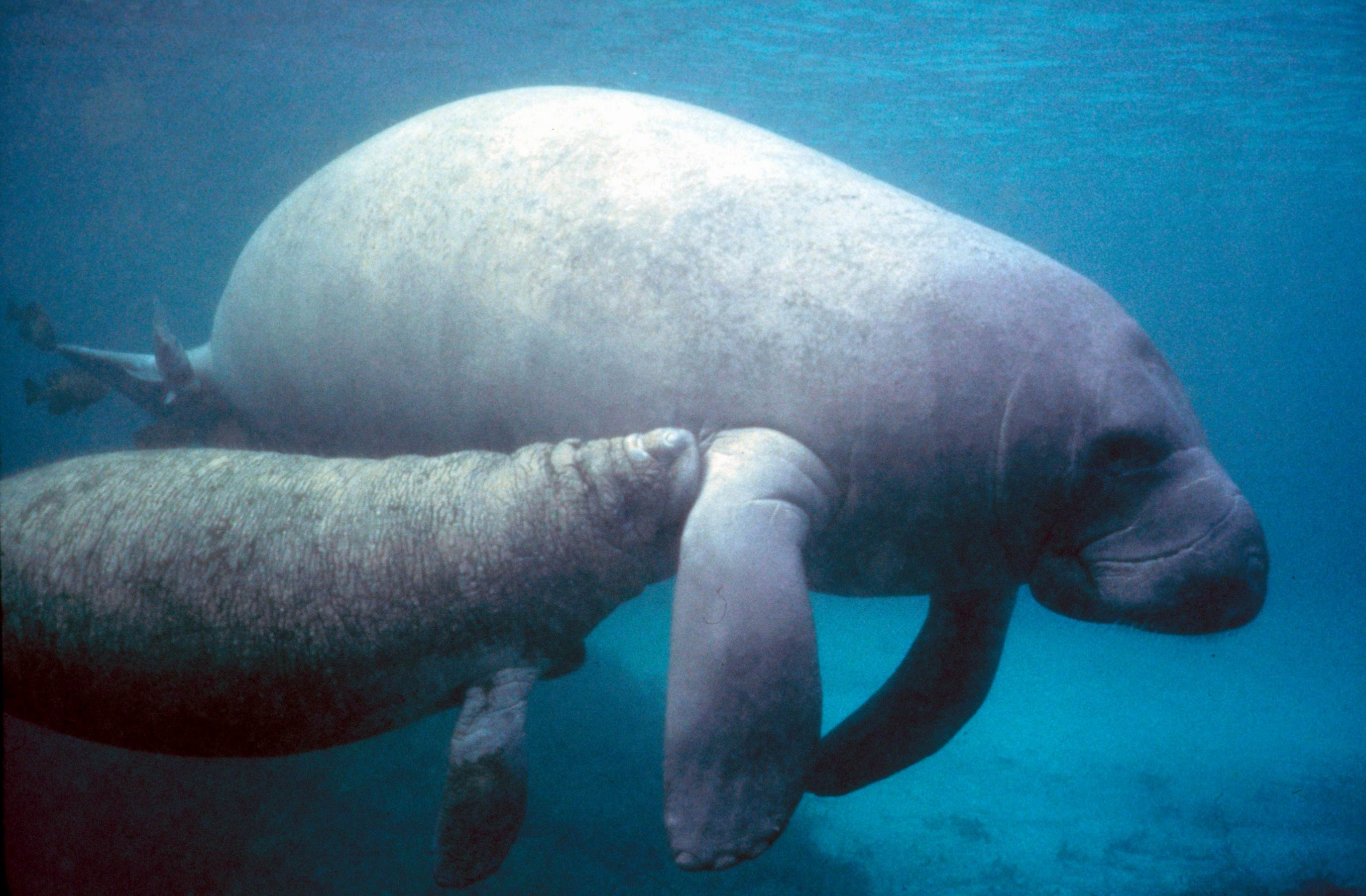
Una madre manatí junto a su cría

Aunque las hembras suelen ser criaturas solitarias, forman manadas de apareamiento mientras están en celo. La mayoría de las hembras crían con éxito entre las edades de siete y nueve años, aunque son capaces de reproducirse desde los cuatro años de edad. El período de gestación es de doce a catorce meses. Normalmente da luz a un solo ternero, aunque en ocasiones raras nacen dos. Los terneros nacen con sus molares, lo que les permite consumir algas marinas ya en las primeras tres semanas del nacimiento.
La unidad familiar consiste de la madre y su cría, que permanecen juntos durante 2 años. Los machos van en manadas alrededor de la hembra cuando está lista para concebir, pero sin contribuir a ningún cuidado parental de la cría.
En general, las hembras producen una cría cada 2-5 años. Por lo tanto, los manatíes que sobreviven hasta la edad adulta tienen una reproducción promedio que no supera los cinco hasta siete crías entre las edades de 20 y 26 años. Pueden vivir hasta 60 años en un ambiente silvestre, aunque su esperanza de vida es más bajo. Las mayores amenazas para esta especie son la muerte por colisiones con embarcaciones con motores fuera de borda, enmallamiento en redes de pesca y la caza furtiva.

## Taxonomía
Trichechus manatus fue descrito por primera vez por Carlos Linneo en 1758. Es el mayor miembro superviviente del orden de los mamíferos acuáticos Sirenia (que también incluye el dugongo y la extinta vaca marina de Steller). El manatí del Caribe (T. manatus) es una especie distinta del manatí del Amazonas (T. inunguis) y del manatí de África Occidental (T. senegalensis). 

### Subespecies
Con base en estudios genéticos y morfológicos, se distinguen tradicionalmente dos subespecies:
- Trichechus manatus latirostris - manatí de Florida
- Trichechus manatus manatus - manatí del Caribe o antillano

Sin embargo, estudios genéticos (ADN mitocondrial) recientes sugieren que el manatí del Caribe se divide en realidad en tres subespecies, cuya distribución geográfica se divide más o menos de la siguiente forma: 1) Florida y las Antillas Mayores, 2) Centroamérica y el norte de Sudamérica, y 3) el noreste de Sudamérica.

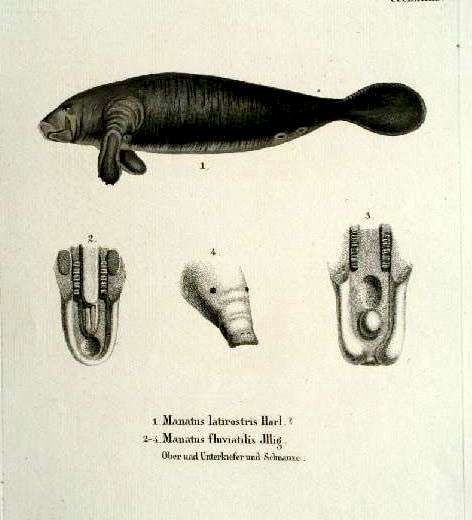
Ilustración de un manatí de Johann Andreas Fleischmann

Se cree que la diferenciación de Trichechus manatus manatus y Trichechus manatus latirostris fue el resultado de barreras físicas como lo son el estrecho de la Florida y las temperaturas frías del norte del golfo de México. Posiblemente la profundidad del agua y las fuertes corrientes del estrecho de la Florida forman barreras efectivas que impiden el intercambio genético entre las poblaciones del manatí de Florida (T. m. latirostris) y el manatí del Caribe (T. m. manatus). Estas subespecies fueron identificadas con base en las características osteológicas; Trichechus manatus latirostris habita en las costas de la Florida y en el norte del golfo de México y el Trichechus manatus manatus  se distribuye por las costas y los ríos desde México hasta el noroeste de Sudamérica incluyendo el Gran Caribe. Tras tres décadas de investigación de la subespecie T. m. latirostris por universidades, agencias gubernamentales, y ONG se ha desarrollado una comprensión relativamente grande de la ecología del manatí de Florida y de su comportamiento.

## Relación con el hombre y amenazas

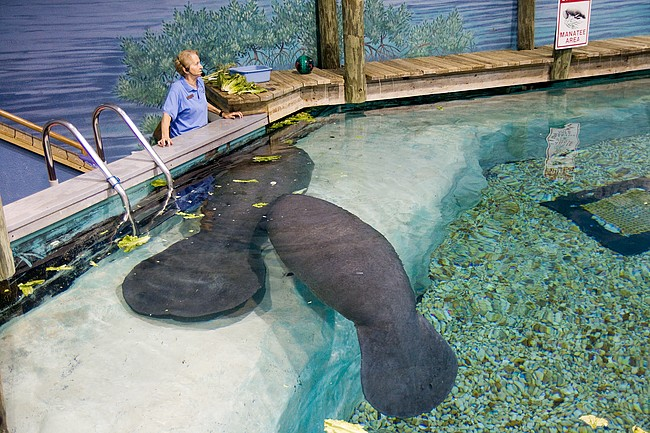
Manatíes en el Parker Manatee Aquarium, Museo del sur de la Florida.

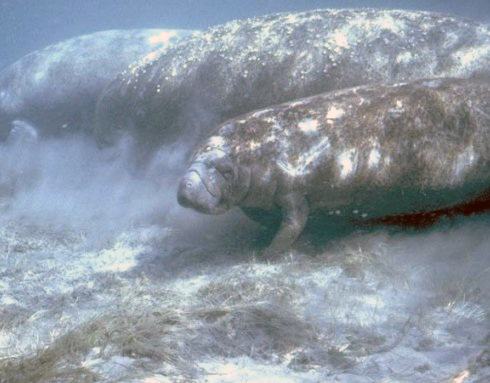
Un grupo de tres manatíes alimentándose en Florida.

El manatí del Caribe ha sido cazado por centenares de años por su carne y su piel. En la actualidad sigue siendo cazado en América Central y Sudamérica. La caza ilegal, así como las colisiones con los motores fuera de borda, son una fuente constante de fatalidades del manatí.
Los manatíes del Caribe fueron cazados históricamente por los habitantes locales y vendidos como alimento a los exploradores europeos. La pérdida de hábitat, la caza furtiva, y las actividades de pesca, han aumentado las amenazas hoy en día. Científicos de Sirenian Internacional que estudian la población de manatíes en Belice, consideran que puede ser el último bastión de esta subespecie.
Debido a la baja tasa reproductiva, la disminución de la población del manatí puede ser difícil de superar. En los Estados Unidos, donde la especie se considera en peligro de extinción desde 1973, es protegida por la Ley de Especies en Peligro de Extinción de 1973 y la Ley protección de mamíferos marinos de 1972. Durante los meses de invierno, los manatíes de Florida se reúnen cerca de la salida de agua caliente de las plantas de energía a lo largo de la costa de Florida, en lugar de migrar al sur como lo hacían antes, y algunos conservacionistas manifestaron su preocupación de que los manatíes de Florida se volvieron demasiado dependientes de estas áreas calentadas artificialmente. Por su parte, el Fish and Wildlife Service de los Estados Unidos está buscando maneras de calentar el agua para los manatíes que dependían de las plantas que fueron cerradas. 
En octubre de 2007 el manatí de Florida (T. m. latirostris) fue considerado amenazado por la IUCN sobre la base de una población de menos de 2500 individuos adultos y con la prognosis de una reducción de la población de por lo menos 20 % en las próximas dos generaciones (aproximadamente 40 años), tomando en cuenta los efectos anticipados del calentamiento global y el aumento de las colisiones con embarcaciones durante las próximas décadas.

### Historia
2008 – Vulnerable 

2007 – Vulnerable 

1996 – Vulnerable (Baillie y Groombridge 1996) 

1996 – Vulnerable 

1994 – Vulnerable (Groombridge 1994) 

1990 – Vulnerable (IUCN 1990) 

1988 – Vulnerable (IUCN Conservation Monitoring Centre 1988) 

1986 – Vulnerable (IUCN Conservation Monitoring Centre 1986) 

1982 – Vulnerable (Thornback y Jenkins 1982)

## Literatura
- Caldwell, David K.; Caldwell, Melba C. (1985). Handbook of Marine Mammals. Londres: Academic Press Inc. 0-12-588503-2.
- Colmenero, Luz D. (1982). «Manatí: la perseguida sirena». Revista de Geografía Universal 11 (2): 135-155.